# Al-Gharafa Sports Club
L'Al-Gharafa Sports Club (in arabo نادي الغرافة‎?) è una società calcistica qatariota di Doha. Milita nella Qatar Stars League, la massima divisione del campionato qatariota di calcio. 
Fondato nel 1979 col nome di Al-Ittihad Doha, assunse l'attuale denominazione nel 2004.

## Calciatori

### Partecipanti alla FIFA Confederations Cup
I seguenti giocatori hanno disputato la FIFA Confederations Cup:
- Nashat Akram (Sudafrica 2009)
- Younis Mahmoud (Sudafrica 2009)

## Palmarès

### Competizioni nazionali
- Campionato qatariota: 7

1992-1993, 1997-1998, 2002-2003, 2004-2005, 2007-2008, 2008-2009, 2009-2010
- Coppa dell'Emiro del Qatar: 8

1995, 1996, 1997, 1998, 2002, 2009, 2012, 2025
- Coppa del Principe della Corona del Qatar: 3

2000, 2010, 2011
- Coppa delle Stelle del Qatar: 3

2009, 2017-2018, 2018-2019

### Competizioni internazionali
- Coppa delle Coppe araba: 1

1999

### Altri piazzamenti
- Campionato qatariota:

Secondo posto: 1998-1999, 2006-2007, 2010-2011
Terzo posto: 1996-1997, 2024-2025
- Coppa di Qatar:

Semifinalista: 2023-2024
- Coppa dell'Emiro del Qatar

Secondo posto: 2021-2022, 2024

## Statistiche e record

### Partecipazione alle competizioni internazionali
- AFC Champions League: 8 partecipazioni

2003: Qualificazioni (3º turno)
2006: Fase a gironi
2008: Fase a gironi
2009: Fase a gironi
2010: Quarti di finale
2011: Fase a gironi
2012: Fase a gironi
2013: Ottavi di finale
2018: Fase a gironi
2019: Play-off
- Campionato d'Asia per club: 1 partecipazioni

1994: Qualificazioni (1º turno)
- Coppa delle Coppe dell'AFC: 3 partecipazioni

1995/96: 1º turno
1996/97: 2º turno
1997/98: Quarti di finale

## Organico

### Rosa
Aggiornata al 27 novembre 2024.
| N. |                    | Ruolo | Calciatore       |
| -- | ------------------ | ----- | ---------------- |
| 1  | Qatar (bandiera)   | P     | Yousef Hassan    |
| 2  | Qatar (bandiera)   | D     | Abdalla Yousif   |
| 3  | Qatar (bandiera)   | A     | Mohammed Muntari |
| 4  | Qatar (bandiera)   | C     | Assim Madibo     |
| 5  | Qatar (bandiera)   | D     | Mostafa Essam    |
| 6  | Qatar (bandiera)   | D     | Dame Traoré      |
| 8  | Algeria (bandiera) | C     | Yacine Brahimi   |
| 9  | Spagna (bandiera)  | A     | Joselu           |
| 10 | Spagna (bandiera)  | A     | Rodrigo          |
| 11 | Qatar (bandiera)   | C     | Amro Surag       |
| 12 | Qatar (bandiera)   | D     | Hamid Ismail     |
| 13 | Spagna (bandiera)  | P     | Sergio Rico      |
| 14 | Qatar (bandiera)   | C     | Andri Syahputra  |
| 15 | Qatar (bandiera)   | C     | Ahmed Al-Ganehi  |
| 16 | Egitto (bandiera)  | D     | Youssef Houssam  |
| 17 | Qatar (bandiera)   | C     | Rabh Boussafi    |
| 18 | Qatar (bandiera)   | P     | Khalifa N'Diaye  |

| N. |                                 | Ruolo | Calciatore          |
| -- | ------------------------------- | ----- | ------------------- |
| 19 | Qatar (bandiera)                | A     | Yousef Saaed Ahmed  |
| 20 | Corea del Sud (bandiera)        | D     | Jang Hyun-soo       |
| 21 | Qatar (bandiera)                | D     | Saifeldeen Fadlalla |
| 22 | Mandato di Palestina (bandiera) | P     | Hamad Kahiout       |
| 24 | Islanda (bandiera)              | C     | Aron Gunnarsson     |
| 25 | Egitto (bandiera)               | C     | Ibrahim Tamer       |
| 28 | Tunisia (bandiera)              | D     | Wajdi Kechrida      |
| 29 | Uruguay (bandiera)              | C     | Fabricio Díaz       |
| 31 | Tunisia (bandiera)              | C     | Ferjani Sassi       |
| 32 | Argentina (bandiera)            | D     | Matías Nani         |
| 33 | Qatar (bandiera)                | D     | Chalpan Abdulnasir  |
| 34 | Qatar (bandiera)                | D     | Ayoub Al-Oui        |
| 37 | India (bandiera)                | D     | Mohammed Ali Jamin  |
| 40 | Qatar (bandiera)                | P     | Amine Lecomte       |
| 42 | Senegal (bandiera)              | D     | Seydou Sano         |
| 99 | Mandato di Palestina (bandiera) | A     | Jamal Hamed         |
|    | Giamaica (bandiera)             | D     | Mason Holgate       |

### Staff tecnico
- Pedro Martins - Allenatore
- Rui Pedro - Vice allenatore
- António Henriques - Preparatore atletico
- Yousef Daneshyar - Capo Match Analist
- Luís Lobo - Match Analist